# Микулицька сільська рада
| Микулицька сільська рада — колишній орган місцевого самоврядування у Бородянському районі Київської області з адміністративним центром у с. Микуличі. Водоймища на території, підпорядкованій даній раді: Топорець. Сільській раді підпорядковані населені пункти: - с. Микуличі |

## Склад ради
Рада складалася з 20 депутатів та голови.

### Керівний склад ради
| ПІБ                            | Основні відомості                                                 | Дата обрання | Дата звільнення |
| ------------------------------ | ----------------------------------------------------------------- | ------------ | --------------- |
| Корнієнко Валентин Миколайович | Сільський голова, 1967 року народження, освіта середня спеціальна | 26.03.2006   | 31.10.2010      |
| Корнієнко Валентин Миколайович | Сільський голова, 1967 року народження, освіта середня спеціальна | 31.10.2010   | 09,11,2015      |

Примітка: таблиця складена за даними джерела